# Station Roanne
Station Roanne is een spoorwegstation in de Franse gemeente Roanne. Naar het noorden is er de spoorlijn naar St-Germain-des-Fossés en vandaar verder naar Parijs, Tours en Clermont-Ferrand. Naar het zuiden splitst de spoorlijn in de nabijgelegen Le Coteau station in een spoorlijn naar Lyon en een spoorlijn naar Saint Étienne.